# Clementine
Clementine (tên khoa học: Citrus × clementina), một loại quýt lai giữa quýt lá liễu (Citrus × deliciosa) và cam ngọt, được đặt tên vào năm 1902.

## Mô tả

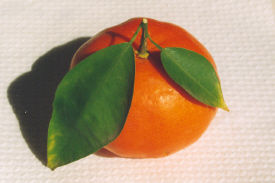
Một giống quýt clementine của Tây Ban Nha, có lẽ là giống Fina